# Zuo Zongtang

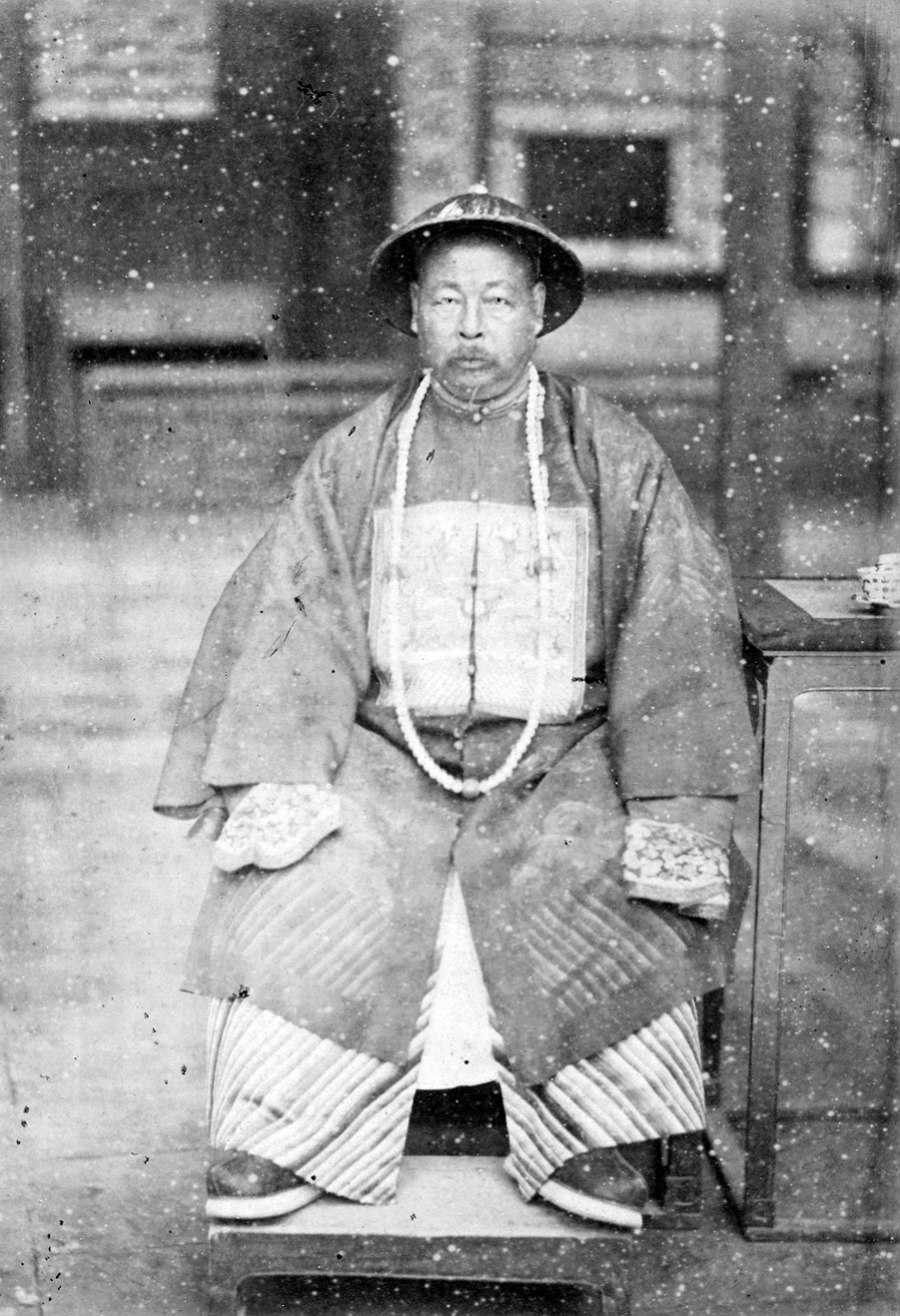
Fotografie von General Zuo Zongtang, um 1875

Zuo Zongtang, erster Marquis Kejing zweiter Klasse (chinesisch 左宗棠, Pinyin Zuǒ Zōngtáng, W.-G. Tso Tsung-T'ang; alias 季高,  Jì Gāo) (* 10. November 1812 in Wenjialong, Chinesisches Kaiserreich; † 5. September 1885 in Fuzhou), bekannt als General Tso oder General Tsuo im westeuropäischen Raum, war ein chinesischer Staatsmann und Militär. Geboren wurde er in Wenjialong, im Norden von Changsha in der Provinz Hunan in der Zeit der Qing-Dynastie. Er focht unter Auszeichnung in den größten Bürgerkriegen seiner Zeit. Unter anderem in dem 14 Jahre währenden Taiping-Aufstand, in welchem schätzungsweise 30 Millionen Menschen ihr Leben verloren.

## Biografie

### Frühe Karriere
Zuo's Karriere begann unter keinem guten Stern da er die chinesische Beamtenprüfung sieben Mal hintereinander nicht bestand (~1822–1835).
Daraufhin gab er alles auf und kehrte in sein bürgerliches Leben zurück. Zuo ging zurück in seine Heimat am Fluss Xiang in Hunan und widmete sich dort einem ruhigen Leben. Er züchtete Seidenspinner, las verschiedene Schriften und trank Tee. Während dieser Periode richtete er sein Augenmerk zum ersten Mal auf die Studien der westlichen Wissenschaften und der politischen Ökonomie.

### Taiping-Aufstand
Als der Taiping-Aufstand 1850 ausbrach, war Zuo 38 Jahre alt. Man berief ihn als Ratgeber in den Stab des Gouverneurs von Hunan. 1856 wurde ihm schließlich offiziell ein Posten in der Provinzregierung von Hunan angeboten.
1860 wurde Zuo mit dem Kommando von über 5,000 freiwilligen Kämpfern betraut, welche in der Folgezeit unter dem Namen „Chu Armee“ bekannt wurden. Im September des Jahres 1860 vertrieb er die Taiping-Rebellen aus Hunan und der Provinz Guangxi und zwang sie zum Rückzug in die Küstengebiete von Zhejiang.
Zuo eroberte die Stadt Shaoxing und stieß von dort aus nach Fujian und in die Guangdong Provinz vor, wo die Revolte ihren Ursprung nahm. 1863 wurde er zum Gouverneur von Zhejiang ernannt und er bekam den Titel „Unterstaatssekretär des Krieges“ verliehen.
Im August des Jahres 1864 entthronte Zuo zusammen mit Zeng Guofan den König von Taiping (Hong Tianguifu) und besiegelte so das Ende des Aufstandes.
Für seine Dienste während der Rebellion wurde er zum Graf Kejing (Earl Kejing) erster Klasse ernannt.
1865 berief man Zuo zum Vizekönig und Generalgouverneur von Fujian und Zhejiang. Als „Bevollmächtigter der Marine-Industrie“ beaufsichtigte Zuo in den Folgejahren die Errichtung der ersten modernen chinesischen „Schiffswerft und Marine-Akademie“ in Fuzhou.

### Erfolge und Titel

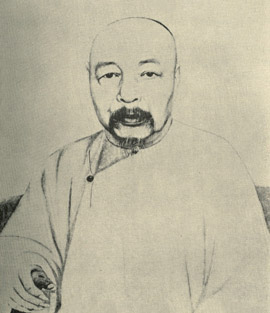
Porträt von General Zuo Zongtang, von Piassetsky, 1875

Zuos Erfolge sollten sich fortsetzen. 1867 wurde er zum Vizekönig und Generalgouverneur von Shaanxi und Gansu ernannt, zusätzlich zum Reichskommissar (Imperial Commissioner) der Armee von Shaanxi.
Diese Befehlsgewalt ermöglichte ihm, zusammen mit Li Hongzhang 1867/68 einen anderen Aufstand zu unterdrücken, den Nian-Aufstand (捻軍起義,  Niǎnjūn qǐyì).
Nach diesen militärischen Erfolgen marschierte Zuo mit seiner 120.000 Mann starken Armee westwärts und errang in den Provinzen Shaanxi und Gansu eine Reihe von Siegen gegen die Dunganen, d. h. chinesische Muslime (vgl. Dunganenaufstände). Schließlich beendete sein Feldzug (den er u. a. mit persönlichen Anleihen finanzierte) 1877/8 die Herrschaft von Jakub Bek in Xinjiang. Der Erfolg half, auch die Region Kuldscha auf diplomatischen Wege von der russischen Besatzung (1871–81) zu befreien.
Für alle Verdienste um sein Land und seinen Kaiser wurde Zuo im Jahre 1874 zum „Großsekretär“ ernannt und 1878 zum „Marquesate“ befördert.

### Späteres Leben und Tod
Zuo wurde, als er schon über 70 Jahre alt war, in das „Große Konzil“ (Grand Council) berufen. Dies war das Kabinett der Qing-Dynastie um 1880. Doch Zuo war die Bürokratie zu ungewohnt und er bat um seine Abberufung. So wurde er 1881 zum Vizekönig und Generalgouverneur von Jiangnan und Jiangxi ernannt.
1884 erhielt Zuo während des Sino-Französischen Krieges seine vierte und letzte Berufung zum Befehlshabenden, Reichskommissar und Inspektionsgeneral der Armee, er überwachte die Küstenverteidigung in Fujian.
Kurz bevor ein Waffenstillstand vereinbart wurde, starb Zuo Zongtang 1885 in Fuzhou.

## Trivia
- Ein Hühnchengericht, General Tso's chicken, wurde offensichtlich nach ihm benannt. Zuo soll, um die Moral seiner Männer zu heben, das eintönige Hühnchen-Reis-Gericht oft kreativ variiert haben. Alle anderen Schreibweisen beruhen auf einer falschen Aussprache, u. a. zu nennen sind: General Tsao's, General Zhou's, General Mac's, General Gao's, Chou's, General Tzo's, General To's, General So's, General Joe's, Jordan Chicken, und General Toso's.
- In der Simpsons-Episode Gloria und die wahre Liebe (A Hunka Hunka Burns in Love), verkündet Montgomery Burns, „Ah, General Gao, du warst ein blutdürstiger Gegner, aber dein Hühnchen war köstlich!“.
- Des Weiteren kann man in der Simpsons-Episode Der lächelnde Buddha (Goo Goo Gai Pan) ein Monument für den „Krieger und scharfen Hühnchen Pionier“ General Gao bewundern.
- In dem Spielfilm Das Hochzeitsbankett von Ang Lee serviert ein chinesischer Restaurantinhaber einem angesehenen Gast, seinem früheren Kommandanten, „Hähnchen nach General Tao“.
- In einem amerikanischen Kartenspiel (Chrononauts), welches von Zeitreisen handelt, kann man die Karte General Tso's Chicken aus dem Jahre 1884 ziehen.